# Bifurkation (vattendrag)

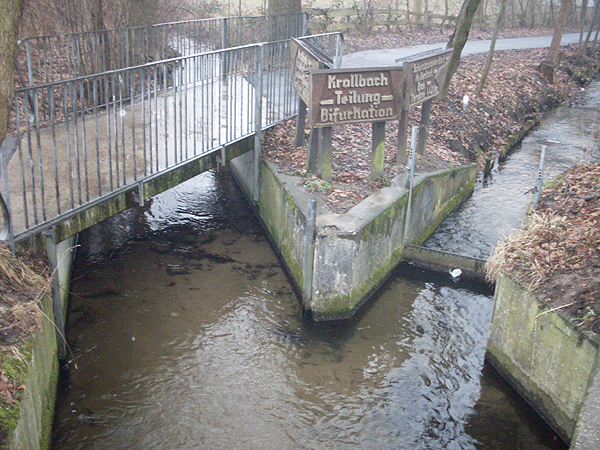
Bifurkation i Hövelhof, Tyskland.

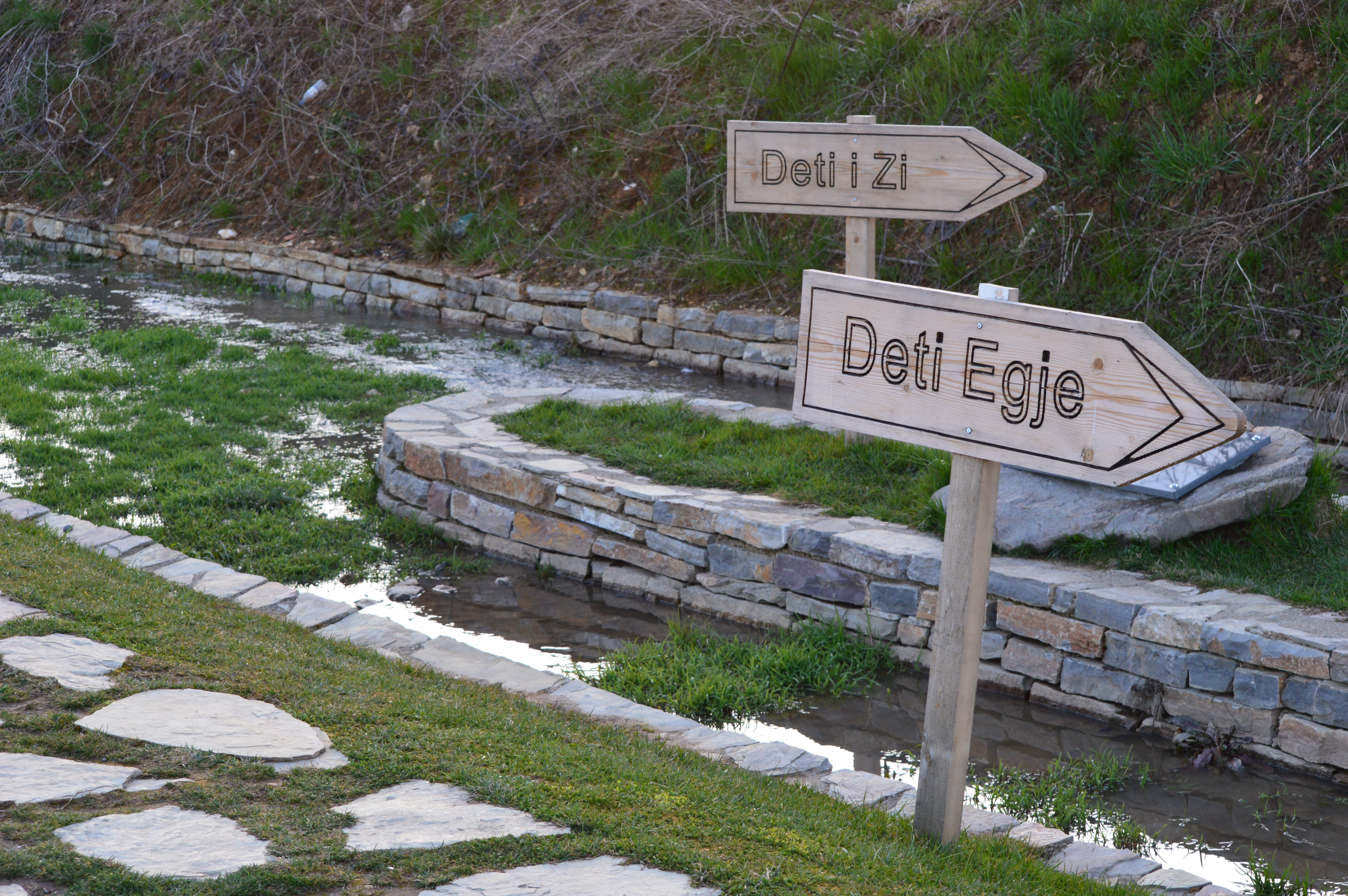
Floden Nerodimka delas upp i två, där vänstra delen mynnar ut i Svarta havet och högra delen i Egeiska havet.

Bifurkation i vattendrag (från latin: furca, gaffel) inträffar när ett vattendrag som rinner i en enda fåra delar sig i två eller flera separata fåror och fortsätter nedströms. Vissa vattendrag bildar komplexa nätverk av separata fåror, särskilt i deras delta samt i kvillområden. Om fårorna rinner samman igen eller mynnar i samma vatten bildar bifurkationen en ö. Bifurkation kan vara temporär eller permanent, beroende på egenskaper hos substratet som skiljer fårorna. Till exempel är en ö i ett delta på jord eller sand oftast temporär. En plats där ett vattendrag delar sig runt ett berg är mer permanent. En bifurkation kan också vara konstgjord, till exempel när två fåror separeras av en pir.
Bifurkationer i geografisk mening kan förekomma i mycket plana områden utan fall i någon bestämd riktning, där vattendelare saknas. De kan även uppstå där en flod rinner nära en vattendelare med en fördjupning, där en del av flodens vatten lämnar den ursprungliga dalen och leds över till en annan flod i den närliggande dalen. Detta innebär att strömriktningen i tvärförbindelsen kan ändra riktning allt efter vattenståndet i de två floderna som kan växla över tid i längre eller kortare perioder. Detta ska inte förväxlas med ett floddelta nära utloppet till en större recipient. Exempel på stora sådana deltan är Nigers utlopp i Biafrabukten och Nilens utlopp i Medelhavet, som alltså inte är bifurkationer, trots att strömriktningen i grenarna kan variera på ett oförutsägbart sätt.
Vid ett inlandsdelta, som finns i exempelvis Torne älv, kan huvudfåran (med den dominerande vattenföringen) ändras med åren och strömriktningen mellan öar i floden därmed variera. Detta räknas inte som bifurkation, eftersom det äger rum i samma flod. Se också om Tärendö älv under Flodbifurkationer nedan.

## Sjöbifurkationer
Sjöbifurkationer, det vill säga där en sjö har utlopp genom två olika dalar, förekommer både i bergsområden och på slättland.
Sjön Råstojaure (Rostujávri), ca 6 mil norr om Torneträsk och 3 mil söder om Treriksröset, har två utlopp, Råstätno (Rostueatnu) i öster, som är biﬂöde till Torneälvens biﬂöde Lainioälven, och Råstaelva i nordväst i Norge, som är biﬂöde till Målselvvassdraget. Hela avrinningsområdet är 283,1 km², varav 199,9 km² ligger i Sverige, och räknas till Torneälven. I medeltal räknas ca 55 % av vattenföringen från sjön avrinna genom utloppet mot Norge.
I Norge är den mest kända Lesjaskogsvatnet på Dovrefjell, som rinner ut mot söder via Gudbrandsdalslågen och Glomma till Skagerack, och mot väster via Rauma till Romsdalsfjorden. På slättland finns bifurkationer bland de Masuriska sjöarna i Polen. En annan känd sjöbifurkation är Koltajaure (nordsamiska Golddajávri), huvudsakligen belägen i Norge, i vilken Treriksröset ligger, som har två utlopp, till Bottenhavet och till Norska havet.
I Finland finns det en välkänd sjöbifurkation på vattendelaren mellan Kumo älvs och Kymmene älvs avrinningsområden i Tavastland där sjöarna Lummenne och Vesijako har utlopp både österut till Päijänne och västerut till Hauhostråten. Ett annat exempel på sjöbifurkationer i Finland är sjöarna Isojärvi och Inhottujärvi i Satakunta. Av dem har Inhottu två utlopp: ett genom Norrmark å till Bottniska viken vid Vittisbofjärd och ett genom Påmark å till sjön Isojärvi, som också har två utlopp: ett genom Sastmola å till Bottniska viken vid Sastmola i norr och ett genom Norrån vid Vittisbofjärd i söder.

## Flodbifurkationer
Kända flodbifurkationer är:
- Tärendö älv, som avleder en stor del av Torneälvens vatten till Kalix älv.
- Vängelälven, som avleder vatten från Faxälven till Fjällsjöälven.
- Kvillen (Kvillebäcken) är ett av flera exempel på Hisingen (andra exempel är Pansarkvillen och Holmbäcken/Skändlabäcken)[3], där vatten från en punkt rinner åt två olika håll. Kvillen rinner åt norr till Nordre älv och Kvillebäcken rinner åt söder till Göta älv.
- Harlem River i New York, som avleder vatten från Hudsonfloden till East River.
- Casiquiare, som avleder vatten från floden Orinoco till Amazonflodens biflod Rio Negro. Det är världens största flodbifurkation.
- Vid stora vattenföringar i Glomma uppstår en bifurkation vid Kongsvinger där vatten då överförs till Vrångsälven som är ett av Byälvens biflöden. Vartannat år [1][4] har överföring av vatten skett. Fenomenet uppträder företrädesvis under våren-försommaren i samband med vårflod i Glomma men kan naturligtvis även uppträda vid stora flöden under annan del av året. Den största vattenföring som överförts har varit 84 m³/s och den längsta varaktigheten 15 dygn. Den största vattenmängd som överförts under ett tillfälle har varit ca 30 miljoner m³.[1]

Flera bifurkationer har försvunnit vid tillkomsten av kanaler och vattenkraftverk.